# Pardosa tesquorum
Pardosa tesquorum är en spindelart som först beskrevs av Odenwall 1901.  Pardosa tesquorum ingår i släktet Pardosa och familjen vargspindlar. Inga underarter finns listade i Catalogue of Life.